# ジーモン・ダッハ

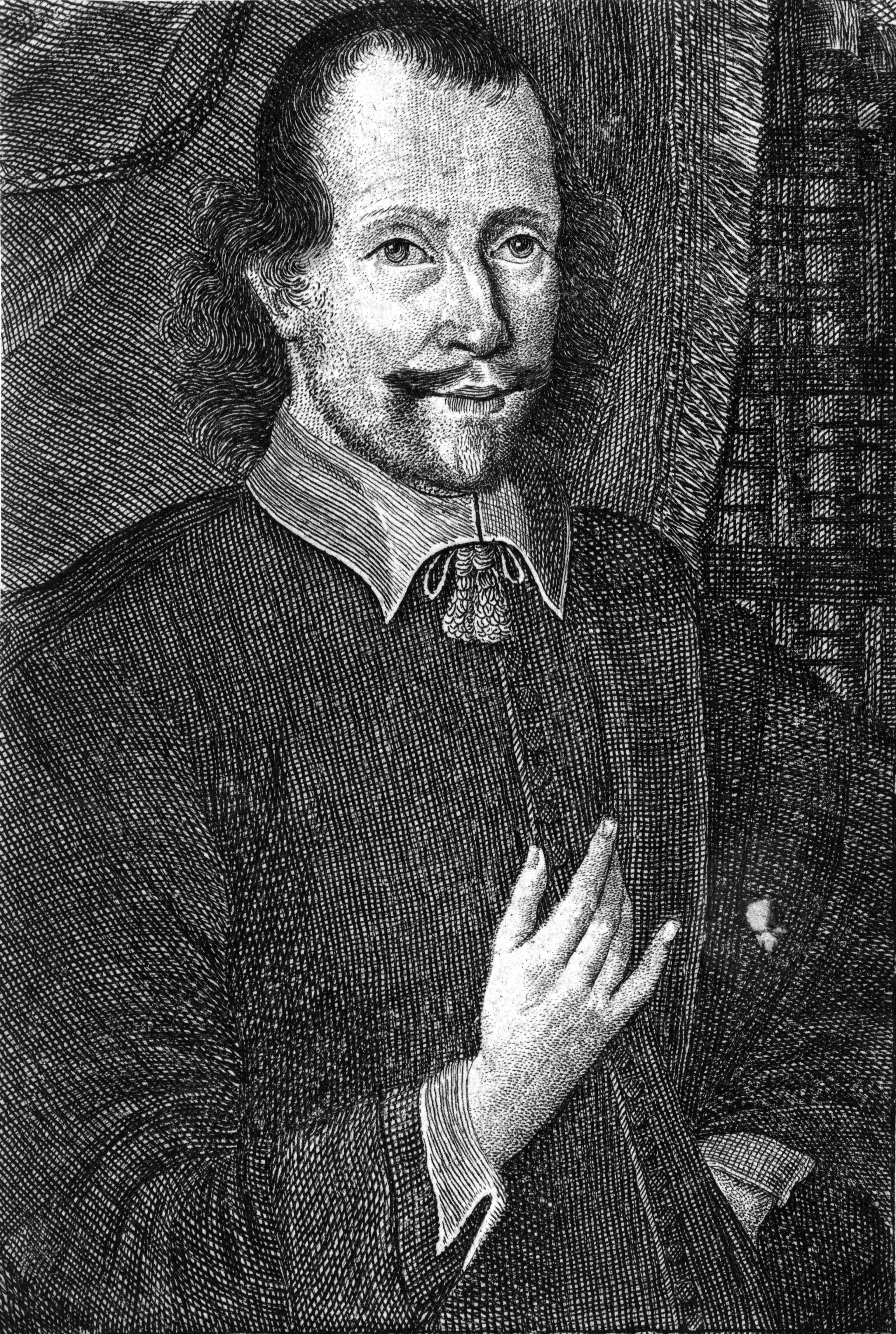
ジーモン・ダッハ

ジーモン・ダッハ（Simon Dach, 1605年7月29日 - 1659年4月15日）は、ドイツの詩人。
東プロイセン・メーメルラントのメーメル（現リトアニア・クライペダ）で生まれる。1626年、ケーニヒスベルク大学で学ぶ。ケーニヒスベルクで聖堂学校の校閲係となり、39年同大学の詩学教授。「ターラウのアンケ（ターラウのエンヒェン）Ännchen(Anke) von Tharau」の作者とされる。